# Akershus (fylke)
| No.    | Navn           | Indb.   |
| ------ | -------------- | ------- |
| 1      | Bærum          | 107.286 |
| 2      | Asker          | 52.410  |
| 3      | Skedsmo        | 44.945  |
| 4      | Lørenskog      | 31.515  |
| 5      | Ski            | 27.261  |
| 6      | Ullensaker     | 26.150  |
| 7      | Oppegård       | 23.987  |
| 8      | Nittedal       | 20.039  |
| 9      | Eidsvoll       | 19.433  |
| 10     | Nes            | 18.249  |
| 11     | Nesodden       | 16.812  |
| 12     | Rælingen       | 15.075  |
| 13     | Ås             | 14.988  |
| 14     | Frogn          | 13.954  |
| 15     | Sørum          | 13. 911 |
| 16     | Aurskog-Høland | 13.638  |
| 17     | Vestby         | 13. 431 |
| 18     | Nannestad      | 10.638  |
| 19     | Fet            | 9.871   |
| 20     | Enebakk        | 9.670   |
| 21     | Gjerdrum       | 5.359   |
| 22     | Hurdal         | 2.573   |
| Totalt | Akershus       | 509.177 |

 For alternative betydninger, se Akershus. (Se også artikler, som begynder med Akershus)
Akershus er et fylke,  en  valgkreds, et landskab og et tidligere hovedlen (slotslen), amt og stiftamt i Norge. Akershus fylke inden for 1948-grænserne blev ved Regionsreformen i Norge, sammen med Buskerud og Østfold fylker, sammenlagt til det nye fylke, Viken Akershus blev reetablert den 1. januar 2024 efter at Viken fylke blev opløst fra samme dato.

## Historie
Akershus er opkaldt efter Akershus fæstning i Oslo, som er opkaldt efter gården Aker i dagens Oslo. Fra middelalderen til 1919 omfattede Akershus hovedlen eller slotslen og (fra 1664) Akershus stiftamt næsten hele det moderne Østlandet og var en af fire rigsdele i Norge. Fra 1682 fik Akershus også en snævrere betydning, da Akershus Amt (fra 1919 Akershus fylke) blev oprettet som et underamt bestående af hovedstaden Christiania og de nærmeste omgivelser. Christiania var en del af Akershus (under)amt indtil 1842 og af Akershus stiftamt indtil 1919, men bestod kun af en lille del af det moderne Oslo. Fra 1800-tallet måtte Akershus amt gentagne gange afstå territorium til Christiania/Oslo, og Akershus' største og mest centrale kommune, Aker, blev i 1948 i sin helhed overført til Oslo. Tidligere Aker kommune udgør ca. 96% af den moderne Oslo kommune. Efter 1948 bestod Akershus fylke af de historisk mere perifere områder i Akershus underamt, opdelt i regionerne Asker og Bærum, Romerike og Follo. Fra 1948 manglede Asker og Bærum landgrænse med resten af fylket.
I 2002 havde fylket 517.325 indbyggere, men tallet var faldet til 509.177 i 2007. Arealet er på 4.917 kvadratkilometer. Administrationen i Akershus len, amt, stiftamt og fylke har siden middelalderen været placeret i Oslo, der fra 1842 ikke er en del af amtet/fylket og fra 1919 heller ikke af et fælles stiftamt. Det moderne Akershus grænser til Hedmark, Oppland, Buskerud, Oslo og Østfold. Efter Oslo var Akershus Norges næststørste fylke, målt i indbyggertal.